# Jückenhohl
Der Jückenhohl ist ein 1,6 km langer, orografisch linker beziehungsweise südwestlicher Nebenfluss der Bremecke im nordrhein-westfälischen Hochsauerlandkreis, Deutschland.

## Geographie
Der Bachlauf liegt vollständig im östlichen Stadtgebiet von Brilon mit den nördlichen Ausläufern des Rothaargebirges. Dieses umfangreiche Waldgebiet gehört zum Naturpark Diemelsee. Der Bach selber entspringt etwa 400 m westlich des Dreiskopfgipfels auf einer Höhe von 742 m ü. NHN. Überwiegend in nordöstliche Richtungen fließend mündet er nach 1,6 km Fließstrecke auf einer Höhe von 522 m ü. NHN linksseitig in die Bremecke. Der Höhenunterschied zwischen Quelle und Mündung beträgt 220 m, was einem mittleren Sohlgefälle von 137,5 ‰ entspricht. In den Jückenhohl münden keine benannten Nebenflüsse.
Das Einzugsgebiet des Jückenhohl ist 1,12 km² groß. Es wird über Bremecke, Hoppecke, Diemel und Weser zur Nordsee entwässert.
Der Bach durchfließt keine Ortschaften. Die nächsten Ortschaften sind Brilon-Wald im Nordosten und Schwalefeld im Südosten, jeweils etwa 2,6 km von der Quelle entfernt. Die Mündung liegt etwa 2,7 km südlich vom Industriegebiet an der Bremecke entfernt.